# Халафов, Халаф Алы оглы
Халаф Алы оглы Халафов (азерб. Xələf Alı oğlu Xələfov; род. 21 сентября 1959, Джиль, Красносельский район) — азербайджанский политический деятель, представитель Президента Азербайджанской Республики по особым поручениям (с 2023 г.). заместитель Министра Иностранных Дел Азербайджанской Республики (1997—2018, 2019—2023), Специальный представитель Президента Азербайджанской Республики по вопросам границы и Каспийского моря.

## Биография
Халаф Халафов родился 21 сентября 1959 года, в селе Джиль Красносельского района Армянской ССР. В 1977—1982 годах учился в Киевском государственном университете (специальность: Международное право). В 1983—1990 годах был инспектором заведующего отдела в Министерстве внутренних дел Азербайджанской ССР. В 1990—1991 годах учился в Дипломатической академии Министерства иностранных дел СССР.
В 1991—1992 служил вторым секретарем Консульского управления Министерства иностранных дел Азербайджанской Республики. С 1992 года по 1997 год был начальником Договорно-правового управления Министерства иностранных дел Азербайджанской Республики.
В 1997—2018 годах был заместителем министра иностранных дел Азербайджанской Республики. В 2018—2019 служил руководителем Аппарата Кабинета Министров Азербайджанской Республики. В 2019 году был снова назначен заместителем министра иностранных дел Азербайджанской Республики.
Также является специальным представителем Президента Азербайджанской Республики по вопросам границы и Каспийского моря.
Указом Президента Азербайджанской Республики от 24 июля 2023 года был назначен представителем Президента Азербайджанской Республики по особым поручениям.
Владеет немецким и русским языками.

### Семейное положение
Женат, имеет двоих детей. Старший брат — Абузар Халафов, был основоположником библиотечного дела в Азербайджане.

## Награды и звания
- Орден «За службу Отечеству» 2-й степени (9 июля 2019) — за плодотворную деятельность в органах дипломатической службы Азербайджанской Республики[3]
- Заслуженный юрист Азербайджанской Республики (17 сентября 2009) — за долгосрочную и эффективную деятельность в сфере подготовки двусторонних и многосторонних договоров, участником которых является Азербайджанская Республика..[4]
- Почётный диплом Президента Азербайджанской Республики (21 сентября 2019) — за плодотворную деятельность в общественно-политической жизни Азербайджанской Республики[5]
- Офицер ордена Заслуг перед Республикой Польша (2009, Польша)[6].
- Нагрудный знак МИД России «За вклад в международное сотрудничество» (2019, Министерство иностранных дел Российской Федерации)[7].